# Río Alamor
Der Río Alamor, im Oberlauf Río Matalanga, ist ein 130 km langer rechter Nebenfluss des Río Chira im Westen der ecuadorianischen Provinz Loja. Auf seinen letzten dreieinhalb Kilometern bildet er die Grenze zur peruanischen Provinz Sullana (Region Piura).

## Flusslauf
Der Río Alamor entspringt an der Westflanke des Huachaurco am Westrand der Anden. Das Quellgebiet befindet sich auf einer Höhe von ungefähr 2500 m im Kanton Paltas. Der Río Alamor fließt anfangs 20 km nach Westen, bevor er sich nach Südwesten wendet. Er passiert dabei die Ortschaft Mercadillo. Bei Flusskilometer 12 befindet sich auf einem Höhenrücken nördlich des Flusslaufs die Stadt Alamor. Zwischen den Flusskilometern 68 und 54 durchschneidet der Río Alamor einen Höhenrücken in östlicher Richtung. Anschließend wendet er sich erneut nach Südwesten. Am Flusslauf liegen die Ortschaften Garzareal und Limones. Bei Flusskilometer 3,5 erreicht der Río Alamor die Staatsgrenze zu Peru. Die Quebrada Pilares, der Grenzfluss weiter westlich, mündet hier rechtsseitig in den Río Alamor. Dieser wendet sich nach Südosten und mündet in den Río Chira, 12 km oberhalb des oberen Endes des Poechos-Stausees. Etwa 2 km oberhalb der Mündung des Río Alamor kreuzt die Fernstraße von Sullana (Peru) nach Arenillas (Ecuador) den Fluss. Am rechten Flussufer befindet sich an dieser Stelle die peruanische Ortschaft Alamor.

## Einzugsgebiet
Der Río Alamor entwässert ein Areal von etwa 1195 km². Dieses erstreckt sich über die Buschlandzone von Tumbes (Matorral tumbesino), die den Anden im Westen vorgelagert ist. Das Einzugsgebiet des Río Alamor grenzt im  Südwesten an das der Quebrada Solana, die weiter südlich in den Río Chira mündet. Im Nordwesten und im Norden grenzt es an das Einzugsgebiet des Río Puyango (Río Tumbes) sowie im Südosten an das Einzugsgebiet des Río Catamayo und des oberstrom gelegenen Río Chira.